# Enneperstraße
Als Enneperstraße, zeitgenössisch auch Empen Straße, wird nicht nur eine historische Straße zwischen Hagen und Gevelsberg in der Grafschaft Mark bezeichnet, sondern auch eine vorindustrielle gewerbliche Verdichtungszone. Sie war spätestens seit dem Ende des 17. Jahrhunderts ein Zentrum des vorindustriellen Eisengewerbes. Zur Zeit des Großherzogtums Berg wurde das Gebiet zu einer Mairie auch politisch zusammengefasst. Nach dem Ende des Großherzogtums wurde diese in das preußische Amt Enneperstraße umgewandelt.

## Produktion
Die Straße, die nach dem Fluss Ennepe benannt wurde, war etwa zwei Meilen lang. Sie wurde zwischen 1788 und 1792 von der preußischen Regierung zu einer Chaussee, also zu einer Heerstraße ausgebaut. Bekannt wurde sie durch ihre außerordentlich dichte Ansammlung von vorindustriellen, eisengewerblichen Produktionsstätten. An der Straße lagen Hammerwerke unterschiedlichster Art. Es gab Roh-, Stahl-, Stab-, Raffinier-, Reck- und Breithämmer. Besonders stark vertreten waren Sensenhämmer. Hinzu kamen Schleif- und Poliermühlen. Zu Beginn des 19. Jahrhunderts wurde in der Grafschaft Stahl im Wert von einer Million Taler produziert, der größte Teil stammte aus dem Gebiet der Enneperstraße. Daneben wurden Sensen- und Strohmesser in großen Quantitäten gefertigt. Es wurden pro Jahr etwa 30.000 Dutzend im Wert von 200.000 Talern produziert. Im Amt Wetter waren nach der Beschreibung von Johann Rembert Rodens (Beschreibung der Fabriken südwärts der Ruhr aus dem Jahr 1754) 48 Sensenhämmer vorhanden, davon lagen allein 31 an der Ennepe. Neuere Angaben geben für 1804 deutlich niedrigere Werte an. Danach wurden an 76 Feuern in 24 Hammerwerken mit 210 Arbeitern 6750 Dutzend Sensen im Wert von 56.893 Reichstalern produziert, während die Rohstoffe 39.250 Reichstaler kosteten, so dass ein Reingewinn von 17.643 Reichstalern verblieb. Es wurden sogenannte weiße Sensen gefertigt, bei denen nur die Schneide aus Stahl war. Nach 1770 wurden auch sogenannte blaue Sensen nach österreichischem Vorbild hergestellt, die vollkommen aus Stahl bestanden. Hinzu kommen zahlreiche weitere Eisenwaren. Die Produkte wurden über das Heilige Römische Reich hinaus vertrieben.
Justus von Gruner beschrieb in seiner Meine Wallfahrt zur Ruhe und Hoffnung oder Schilderung des sittlichen und bürgerlichen Zustandes Westphalens am Ende des achtzehnten Jahrhunderts (1802/1803) die Enneper Straße „wie eine einzige gewerbetreibende Stadt, nur manchmal von stilleren romantischen Naturpartien, wie zur Erholung des gesättigten ausschweifenden Blickes, durchschnitten. Die Heerstraße ist zu beiden Seiten mit Fabrikhäusern und Arbeiterwohnungen allerlei Art garniert - ein beständiges lebensvolles Getreibe von Mühlen, Hämmern, Spindeln usw.; überall tätige Menschen, überall rege Hände und zufriedener Fleiß; lange Karawanen von schwer beladenen Frachtwägen, welche die Produkte der Erwerbsamkeit aus- und Wägen voller Kohle und Eisen, welche den Arbeitsstoff zuführen.“

## Wirtschaftsförderung
Bei der Entstehung der beispiellosen dichten Sensenproduktion spielte die Abwanderung von Sensenschmieden aus dem Bergischen Land rund um Cronenberg (heute Wuppertal) eine wichtige Rolle, nachdem die dortigen Zünfte und die Regierung die Produktion und insbesondere die Nutzung der Wasserkraft im 17. Jahrhundert beschränkt hatten. Dagegen wurde die Entwicklung in der Grafschaft Mark von den preußischen Landesherren gefördert. So galt dort ein besonders liberales Wassernutzungsrecht. Ausgesprochen förderlich war auch, dass das Gebiet von den Rekrutierungen zur preußischen Armee befreit war („Kantonsfreiheit“). Die Abwanderung von Arbeits- und Fachkräften konnte so verhindert werden. Die märkischen Fabriquenkommissare, Anfangs nur für den Raum Altena zuständig, wurden unter Friedrich August Alexander Eversmann auch für die Enneperstraße zuständig. Die Fabrikanten der Enneperstraße schlossen sich zu Beginn der 1790er Jahre zu einer Fabrique d. h. einer auf Zwangsmitgliedschaft beruhenden Interessengemeinschaft unter staatlicher Aufsicht zusammen. Insbesondere der Qualitäts- und Markenschutz trug zur Sicherheit der Produzenten bei. Mit der Entwicklung des Gewerbes seit dem späten 17. und frühen 18. Jahrhundert war ein starker Anstieg der Einwohnerzahlen verbunden. Allein zwischen 1771 und 1791 stieg die Zahl um 33 % an.

## Rohstoffversorgung
Die Werke nutzten die Wasserkraft des Flusses Ennepe zur Kraftgewinnung. Der Fluss war in diesem Gebiet so sehr mit Wasserkraftanlagen besetzt, dass bereits zu Beginn des 19. Jahrhunderts Neuanlagen kaum noch möglich waren. Um Wassermangel etwa im Sommer zu verhindern, wurden Wehre oder Sammelbecken angelegt. Dies hatte zur Folge, dass die Produzenten flussabwärts häufig kein Wasser mehr hatten, was zu verschiedenen Prozessen führte.
Die Rohstoffe der Sensenhämmer wurden von den benachbarten Stahl- und anderen Hammerwerken bezogen. Weil möglicherweise durch die hohe Nachfrage und die Abholzung der Wälder Holzkohle zu teuer wurde, begann man schon früh Steinkohle zu verwenden. Dies war ein Grund, weshalb der preußische Staat seit dem letzten Drittel des 18. Jahrhunderts begann, den Steinkohleabbau zu fördern. Trotz der Nähe zu den Kohlegruben machte der Transport doch Probleme. Nicht zufällig wurde Friedrich Harkort zu einem Pionier der Eisenbahn, als er 1826/1828 eine von Pferden gezogenen Bahn auf Eisenschienen von Schlebusch zur Enneperstraße baute, die Schlebusch-Harkorter Kohlenbahn. Dort wurde ab 1877 eine durch Dampf getriebene Lokomotive eingesetzt.

## Veränderungen im 19. Jahrhundert
Der Übergang der Grafschaft Mark an das napoleonische Großherzogtum Berg brachte erhebliche Veränderungen mit sich. Dazu gehört der Zusammenschluss der Orte an der Enneperstraße zu einer Mairie, d. h. Bürgermeisterei. Die Rekrutierungsfreiheit wurde beendet und mit der Gewerbefreiheit verschwanden auch die Zwangszusammenschlüsse wie die fabrique der Sensenschmiede. Damit verschwand aber auch der Markenschutz und die Qualitätssicherung. Die Kontinentalsperre hatte erhebliche negative Auswirkungen auf das exportorientierte Gewerbe. Auch als 1815 Preußen die Grafschaft Mark zurückbekam, änderte sich an der Gewerbefreiheit nichts. Den Vertrieb der Sensen übernahmen nun häufig Sauerländer Wanderhändler aus der Gegend um Winterberg. Insgesamt verbesserten sich die Absatzmöglichkeiten deutlich auch durch die Gründung des Deutschen Zollvereins.
Die Mairie Enneperstraße kam 1817 zum Kreis Hagen in der preußischen Provinz Westfalen.

## Amt Enneperstraße
Die Mairie Enneperstraße wurde im Kreis Hagen zunächst in die preußische Bürgermeisterei und 1844 in das preußische Amt Enneperstraße umgewandelt. Das Amt bestand zunächst aus den fünf Landgemeinden Haspe, Voerde, Vorhalle, Waldbauer und Westerbauer.
Die Gemeinde Voerde schied am 1. Oktober 1868 aus dem Amt aus und bildete seitdem ein eigenes Amt. Die Gemeinde Haspe erhielt am 20. Dezember 1873 das Stadtrecht, schied aus dem Amt Enneperstraße aus und wurde amtsfrei.
Die Gemeinde Vorhalle wechselte am 1. Oktober 1884 aus dem Amt Enneperstraße in das Amt Boele-Hagen und die Gemeinde Waldbauer wechselte 1891 in das Amt Breckerfeld.
Westerbauer, die letzte verbleibende Gemeinde das Amtes wurde am 1. April 1898 in die Stadt Haspe eingemeindet, womit das Amt Enneperstraße erlosch.